# Michael Zaslow
Michael Joel Zaslow (Inglewood, 1º novembre 1942 – New York, 6 dicembre 1998) è stato un attore statunitense.

## Carriera
È noto al pubblico televisivo italiano soprattutto per il ruolo di Roger Thorpe (1971-1980 e 1989-1997) nella soap opera Sentieri. Recitò inoltre nelle serie Star Trek (epis. 1x02 Trappola umana) (1967), Aspettando il domani (1970-1971), Falcon Crest, Love Boat, ecc.
Morì a New York il 6 dicembre 1998, affetto da sclerosi laterale amiotrofica.

## Filmografia parziale

### Cinema
- Colazione da Tiffany (Breakfast at Tiffany's), regia di Blake Edwards (1961)
- Tu accendi la mia vita (You Light Up My Life), regia di Joseph Brooks (1977)
- Meteor, regia di Ronald Neame (1979)
- Sette minuti in Paradiso (Seven Minutes in Heaven), regia di Linda Feferman (1985)

### Televisione
- Aspettando il domani (Search for Tomorrow) – serie TV (1951-1986)
- Star Trek – serie TV, 2 episodi (1966-1967)
- Sentieri (Guiding Light) – serie TV, 231 episodi (1971-1997)
- Love Boat – serie TV, un episodio (1981)
- Una vita da vivere (One Life to Live) – serie TV, 18 episodi (1983-1987)
- Law & Order - I due volti della giustizia – serie TV, 3 episodi (1994-1997)

## Doppiatori italiani
Nelle versioni in italiano delle opere in cui ha recitato, Michael Zaslow è stato doppiato da:
- Salvatore Landolina in Sentieri, Una vita da vivere
- Sergio Matteucci in Law & Order - I due volti della giustizia (ep. 7x15)
- Edoardo Siravo in Law & Order - I due volti della giustizia (ep. 7x17)